# Escuela Militar de Montaña
La Escuela Militar de Montaña "Teniente General Juan Domingo Perón" (Ec Mil M) es un instituto de perfeccionamiento militar del Ejército Argentino con asiento de paz en Bariloche y con dependencia de la Dirección de Educación Operacional.

## Historia
Fue creada en el 20 de marzo de 1964 en San Carlos de Bariloche, provincia de Río Negro, bajo el nombre de «Destacamento de Instrucción Andino». En 1967 cambió su nombre por «Escuela de Instrucción Andina» y a fines de los años ochenta adoptó el nombre de «Escuela Militar de Montaña». Su nombre «Tte. Grl. Juan Domingo Perón» honra a este militar argentino que ejerció como presidente de la Nación Argentina en tres ocasiones. Este nombre le fue puesto en 1993 por el jefe del Ejército Martín Balza.
Durante el Proceso de Reorganización Nacional, la Escuela de Instrucción Andina condujo el Área 524, dependiente de la Subzona 52. Su jurisdicción comprendía a la ciudad de San Carlos de Bariloche.
En 2019, el Concejo Deliberante de Bariloche declaró de interés municipal al Museo de Tropas de Montaña "General de División Edelmiro Julián Farrell" con sede en este instituto.